# 황진하
황진하(黃震夏, 1946년 8월 25일~)는 대한민국의 정치인이다. 제17·18·19대 국회의원이다.

## 주요 경력
- 제1보병사단 포병대대장(중령)
- 한미연합사령부 작전참모부 지상작전장교(중령)
- 수도방위사령부 정보처장(대령)
- 합동참모본부 군사협력과장
- 국방부 정책기획차장(준장)
- 제5군단 포병여단장
- 합동참모본부 작전본부 C4I부장
- 주 미국 대한민국 대사관 국방무관(소장)
- 유엔 키프로스평화유지군 사령관(중장)
- 한나라당 안보특별보좌관
- 한나라당 선거대책위원회 국방안보위원장
- 한나라당 제2정책조정위원장
- 국회 국방위원회 간사
- 한나라당 국제위원회 위원장
- 국회 외교통상통일위원회 간사
- 국회 정보위원회 간사
- 한나라당 정책위원회 부의장
- 새누리당 선거대책위원회 직능총괄제1본부장
- 국회 국방위원회 위원장
- 새누리당 사무총장
- 새누리당 공천관리위원회 부위원장
- 한미우호협회 이사
- 한미우호협회 회장
- 자유민주연구원 고문

## 학력
- 1959년 마정국민학교 졸업
- 1962년 문산북중학교 졸업
- 1965년 문산고등학교 졸업
- 1969년 육군사관학교 25기 학사
- 1982년 미국육군지휘 및 참모대학 졸업
- 1982년 센트럴 미시간 주립 대학교 대학원 행정학 석사
- 2019년 경남대학교 대학원 정치학 박사

## 가족
- 부모: 황인적(부), 윤한영(모)
- 형제: 2남 3녀 중 장남
- 배우자: 김보경
- 자녀: 2남 1녀

## 역대 선거 결과
|  | 35.76% |

|  | 58.97% |

|  | 53.78% |

|  | 40.32% |

## 소속 정당
| 소속 정당 | 소속 정당  | 소속 기간 | 비고           |
| --------- | ---------- | --------- | -------------- |
|           | 한나라당   | 2004~2012 | 정계 입문      |
|           | 새누리당   | 2012~2016 | 당명 변경      |
|           | 무소속     | 2016      | 탈당           |
|           | 새누리당   | 2016~2017 | 복당           |
|           | 무소속     | 2017      | 탈당           |
|           | 바른정당   | 2017~2018 | 창당 정계 은퇴 |
|           | 바른미래당 | 2018~2020 | 합당           |
|           | 무소속     | 2020~현재 | 탈당           |

## 상훈
- 보국훈장 (삼일장, 천수장, 국선장)
- 유엔근무공로훈상
- 미국공군수훈훈장
- 미국공로훈장(Legion of Merit)

## 저서
- 장군들의 리더쉽(2005년)
- 미국의 힘 네오콘(2005년)
- 황진하 회고록(2012년)

## 같이 보기
- 대한민국 제17대 국회의원 선거 한나라당 후보 목록#비례대표
- 파주시 (선거구)
- 파주시 을
- 파주시의 국회의원